# José Coll y Britapaja
José Coll y Britapaja (Arecibo, 18 de diciembre de 1840-Barcelona, 9 de enero del 1904) fue un compositor, especialmente de zarzuelas, y escritor puertorriqueño.

## Biografía
Nacido en Puerto Rico, donde había emigrado su padre, Ignasi Coll y Casellas, natural de Mataró; su madre, Josefa Britapaja de Coll, era hija de Clemente Britapaja, emigrado español que había sido Teniente Justicia Mayor de la ciudad de Valencia de Venezuela (Costa Firme) y enemigo acérrimo de Simón Bolívar. Derrotado, antes de 1821 se había exiliado Britapaja en Puerto Rico, junto con su mujer Juana Josefa de Sandoval y Hidalgo y sus hijos: Eufemia, Josefa (futura madre del compositor), y José Félix (futuro padrino). Coll y Britapaja también tenía parentesco con el erudito puertorriqueño Cayetano Coll y Toste.
Coll y Britapaja se trasladó muy joven a Barcelona donde estudió y se doctoró en 1865 en derecho administrativo, económico y civil. Muy pronto, se empezó a dedicar a la música para la escena. Estrenó y arregló revistas y otros espectáculos musicales, tanto en catalán como en castellano. Junto con Manuel Corchado dirigió la revista Las Antillas. Regresó a Puerto Rico en 1879 y abrió un bufete de abogado.
En 1868 regresó a la península y formó parte de varios movimientos políticos de carácter federalista y liberal y colaboró también en varias publicaciones (La Alianza del pueblo, La Razón, El Federalista, La Flaca). Debido a estas actividades, sufrió persecución y detenciones. Abandonado el compromiso político activo, retomó su vocación musical con la composición de gran cantidad de obras de varios géneros, pero sobre todo zarzuelas y otras obras para la escena, que le dieron  popularidad. Se añadió al grupo de Frederic Soler Pitarra. Introdujo en el estado español el teatro francés de Vaudeville con la traducción y estreno en Barcelona y en Madrid de varias operetas del compositor francés Charles Lecocq.

## Obras
- Después del baile = After de ball, vals para voz y piano, música de José Ribera Miró
- Doña Baldomera: contradanza puertorriqueña (1877)
- La picadora: canción andaluza (1878), música de Guillermo Cereceda
- El sueño: vals de salón para soprano (1892), música de Francesc Pérez-Cabrero y Ferrater

### Zarzuelas y otras obras líricas
- 1871. La muerte incivil: parodia (1871), en un acto
- 1871. Robinson Petit: tiberi d'espectacle cómich-líric-ballable, en dos actos. Estrenada en el Teatro del Circo Barcelonés de Barcelona el 7 de diciembre de 1871.
- 1872. De San Pol a Polo Nort, en tres actos. Estrenada en el Teatro del Circo Barcelonés de Barcelona el 29 de noviembre de 1872.
- 1873. Las cien doncellas: zarzuela bufa (1873), traducción de la opereta de Charles Lecocq Les Cent Vierges, en tres actos. Estrenada en el Teatro del Circo Barcelonés de Barcelona el 5 de abril de 1873.
- 1873. La fantasma groga: caricatura romántich-caballeresca, música de Paul Lacôme, adicionada de Felip Pedrell, en tres actos. Estrenada en el Teatro del Circo Barcelonés de Barcelona el 30 de octubre de 1873.
- 1874. Ayolí-Ayolé, o La mujer de dos maridos: zarzuela bufa, música de Charles Lecocq, en tres actos
- 1874. Giroflé-giroflá, traducción de la opereta de Charles Lecocq, zarzuela en tres actos
- 1877. La voz pública: diario político, literario, musical y de noticias en una edición y varias secciones, música de Guillermo Cereceda
- 1879. L'Angeleta y l'Angelet: sarsuela còmica arreglada a l'escena catalana, en dos actos. Estrenada en el Teatro del Circo Barcelonés de Barcelona el 15 de marzo de 1879.
- 1885. La Campana de Sarrià
- 1886. El País de la olla: panorama histórico en dos cristales y once vistas, zarzuela estrenada al Teatro Tívoli de Barcelona.
- 1888. Por una mosca
- 1888. El Juicio Final de España
- 1888. Las financieras
- 1888. Romamí, Romamá: zarzuela cómica, música de Charles Lecocq, en tres actos
- 1888. Venid, venid caritativos, o España en Barcelona: intríngulis cómico-lírico, en un acto y cinco cuadros
- 1890. Los Baños Orientales
- 1891. La gran feria: caricatura cómico-lírica, zarzuela en dos actos estrenada en el Teatro Tívoli de Barcelona.
- Hotel Internacional: caricatura cómico-lírica, en dos actos
- Viaje al centro de la tierra
- La familia del mono